# Grumentum
Grumentum (starořecky Γρούμεντον) bylo starověké římské město ve vnitrozemí Lukánie, kde se nyní rozkládá město Grumento Nova, asi 50 km jižně od Potenzy. Hlavní veřejné budovy antického města byly vykopány a jsou ve výborném stavu.

## Dějiny

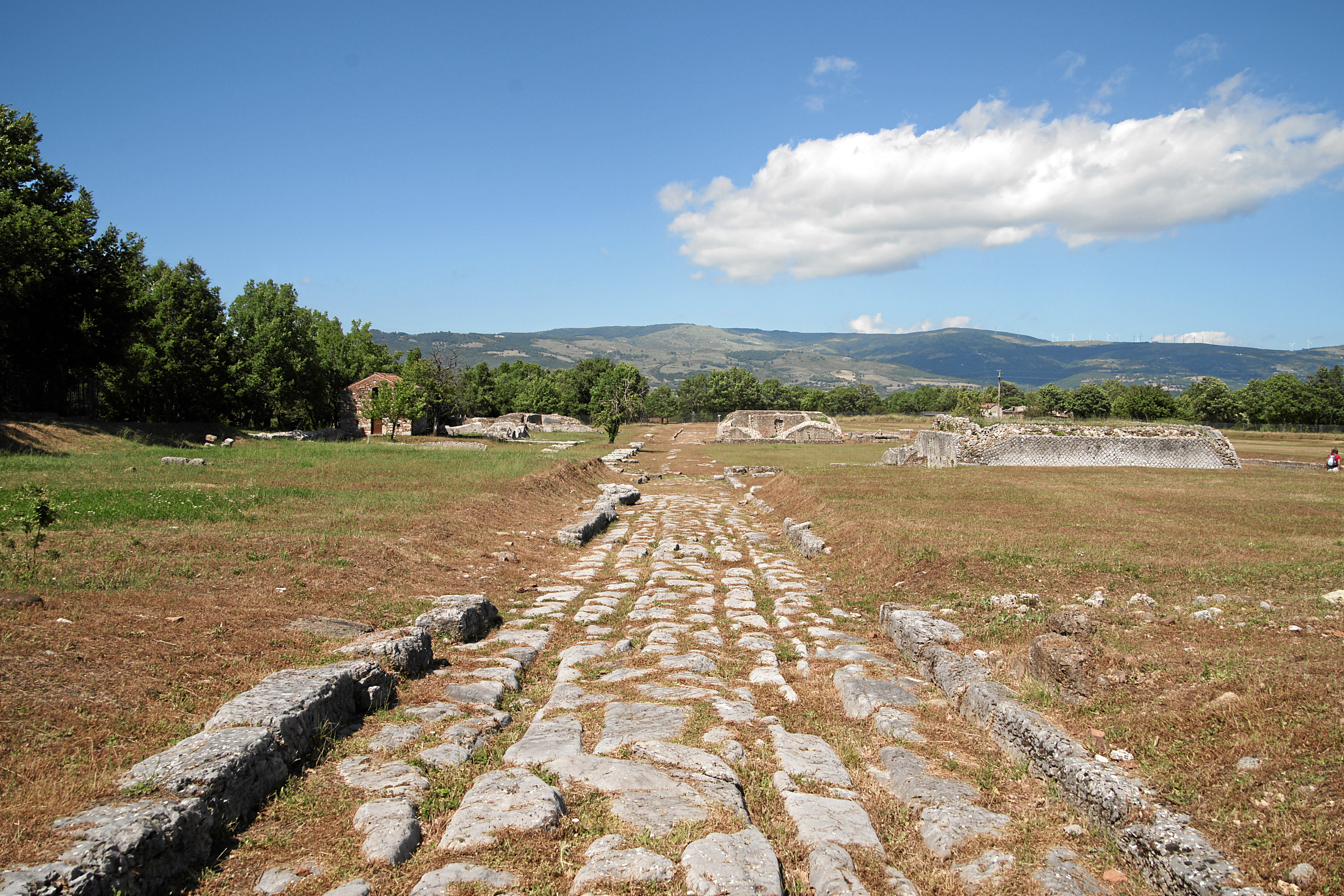
Decumanus

První lukánské osídlení v této oblasti pochází z 6. století př. n. l. Místo bylo založeno Římany ve 3. století př. n. l. během samnitských válek jako opevněný opěrný bod. Pozice byla vybrána ke kontrole důležitých cest (jedna z nich se ke konci 2. století př. n. l. stala via Herculia). V roce 215 př. n. l. byl pod jeho hradbami v bitvě s Římany poražen kartaginský vojevůdce Hanno, ale v roce 207 př. n. l. si z něj Hannibal učinil své hlavní sídlo.
Za spojenecké války to byla silná pevnost a zdá se, že byla v různých obdobích konfliktu držena střídavě oběma znepřátelenými stranami, ale byla také vypleněna italickými kmeny. Asi v Sullově době, nejpozději však za Augusta, se stala kolonií a nabyla jisté důležitosti.
V roce 312 zde byl umučen svatý Laverius. Ještě v roce 370 se Grumentum stalo biskupstvím, ale brzy poté začalo být opouštěno. Kvůli saracénským nájezdům v 9. a 10. století bylo v roce 954 založeno nedaleko nové město (Saponara nebo Saponaria, moderní Grumento Nova).

## Poloha
Místo se rozkládalo na horském hřebenu na pravém břehu řeky Aciris (dnešní Agri) asi 600 m nad hladinou moře, přibližně jeden kilometr od současného města Grumento Nova, které leží mnohem výše v 772 m n. m.

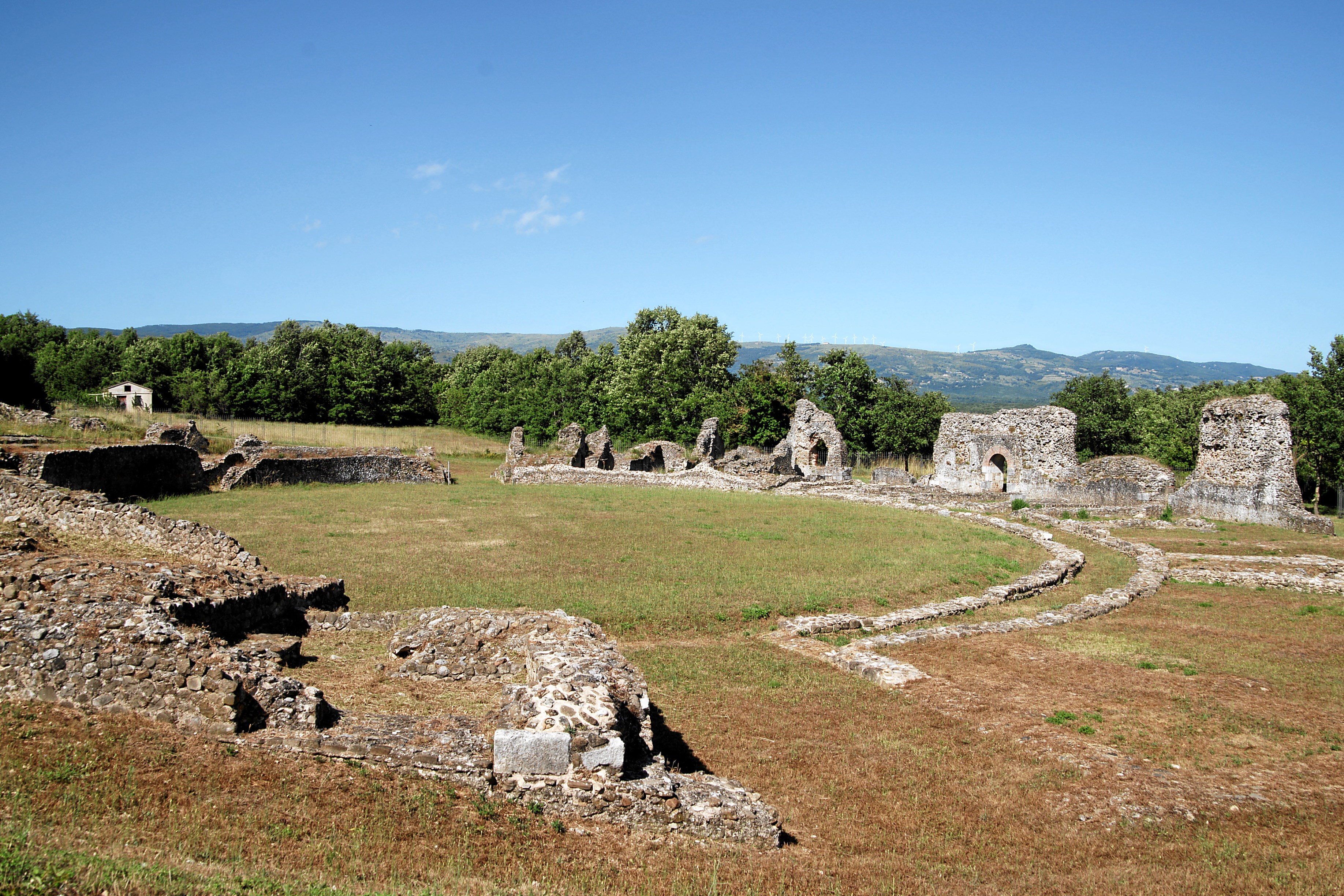
Amfiteátr

Mezi jeho zachovalé zbytky patří ruiny velkého amfiteátru (aréna 62,5 x 60 m) z 1. století př. n. l., jediného v Lukánii. Jsou zde také pozůstatky divadla. Dochované nápisy zachycují opravu městských hradeb a stavbu termálních lázní (z nichž byly nalezeny pozůstatky) v letech 57–51 př. n. l., stavbu portiku v roce 43 př. n. l., jehož pozůstatky je možné vidět podél starověké silnice v pravém úhlu k hlavní silnici, která protínala Grumentum z jihu na sever. Dále se zde kromě domu s mozaikami ze 4. století nacházely i dva malé chrámy z doby principátu. Za městskými hradbami byly odkryty monumentální hrobky, starokřesťanská bazilika a akvadukt. Jeho zdroj pramenil asi 5 km jižněji a vstupoval do města na jižní straně náhorní plošiny. Vedl vodu do městské cisterny (castellum aquae), jejíž ruiny se dochovaly. Mnoho místních nálezů je uloženo v archeologickém muzeu města Grumento Nova.